# You Can Call Me Al
You Can Call Me Al es una canción de Paul Simon, el primer sencillo de su álbum Graceland. La canción originalmente debutó en los EE. UU. en el puesto número 44 en octubre de 1986, pero fue reeditado obteniendo un mayor ascenso en las listas en marzo de 1987 y llegó al número 23. En el Reino Unido alcanzó el puesto N º 4, mientras que en Suecia y los Países Bajos se alcanzó el número 2.
Las letras se pueden interpretar como la descripción de un hombre que experimenta una crisis de la mediana edad ("¿Dónde está mi esposa y mi familia? ¿Qué pasa si me muero aquí, ¿quién va a ser mi modelo a seguir?"). Sin embargo, como Paul Simon mismo explicó durante el episodio Graceland de la serie-documental Classic Albums, en el tercer verso, las letras se mueven desde una perspectiva personal y autobiográfica, como describe su viaje a Sudáfrica, que inspiró el álbum entero.
La canción cuenta con una línea de bajo realizada por Bakithi Kumalo; el solo es un palíndromo, ya que solo la primera mitad fue grabada, y luego se tocó al revés para la segunda mitad. El solo de tin whistle fue realizado por el músico de jazz Morris Goldberg.
Los nombres de la canción vinieron de un incidente en un partido al que fue Simon con su entonces esposa Peggy Harper. El compositor y director de orquesta francés Pierre Boulez, que asistía al mismo lugar, por error se refiere a Paul como "Al" y a Peggy como "Betty", lo cual inspiró a Simon a escribir una canción. 
Ladysmith Black Mambazo proporcionó los "Mmmm Mmmm"  en la canción, pero sin ser acreditado.
El arreglista y teclista Rob Mounsey escribió y dirigió la sección de vientos, también sin ser acreditado.

## Videos musicales
A Paul Simon no le gustó el video musical original que se hizo, que era una interpretación de la canción que Simon dio durante el monólogo, cuando fue anfitrión de Saturday Night Live, en la perspectiva de un monitor de vídeo. Un vídeo diferente fue concebido en parte por Lorne Michaels y dirigido por Gary Weis, donde Chevy Chase, vestido para parecerse a Art Garfunkel, interpretó en playback todo el canto de Simon en una presentación animada, con gestos que puntúan la letra.
Los dos hombres entran en una amurallada habitación de paredes rosadas, se sientan, y se dan la mano; Simon comienza a cantar, pero se detiene y mira desconcertado cuando Chase canta la línea vocal en su lugar. De vez en cuando, Simon sale de la habitación para traer otros instrumentos como una guitarra, bajo y una conga para su uso posterior. Él solo canta para proporcionar armonía en el verso If you'll be my bodyguard y en I can Call you Betty durante el estribillo. Simon toca un flautín solista tras el segundo estribillo, después de lo cual los dos hombres realizan un paso de baile rítmico al unísono durante el puente, con Simon y Chase tocando el saxo alto y trompeta, respectivamente. Después del tercer coro, Simon toca un solo de conga, luego cambia al bajo para el fade-out con la danza de los dos hombres al salir de la habitación. Mantiene una expresión de aburrimiento en gran parte de la canción, solo muestra entusiasmo cuando toca un instrumento, y él sonríe después de que Chase gira con la trompeta y casi lo golpea en la cabeza.
Observen en el minuto: 1:53 Chevy Chase toma de un vaso de agua y lo coloca en el soporte de la conga que debió parecerle una mesa pero no, el vaso cae al piso....no se si sea relevante pero me pareció anecdótico.

## Créditos
- Paul Simon – voz,  bajo eléctrico de seis cuerdas, coros
- Ray Phiri – guitarra
- Adrian Belew – sintetizador de guitarra
- Bakithi Kumalo – bajo
- Isaac Mtshali – batería
- Ralph MacDonald – percusión
- James Guyatt - percusión
- Rob Mounsey – sintetizador, arreglos de viento (no acreditado en el álbum)
- Ronnie Cuber – bajo y saxofón barítono
- Jon Faddis – trompeta
- Randy Brecker – trompeta
- Lew Soloff – trompeta
- Alan Rubin – trompeta
- Dave Bargeron – trombón
- Kim Allan Cissel – trombón
- Morris Goldberg – penny whistle

## Listas
| Lista (1986)                     | Mejor posición |
| -------------------------------- | -------------- |
| Australian Singles Chart         | 2              |
| Belgian Singles Chart (Flanders) | 2              |
| Canadian Singles Chart           | 11             |
| Dutch Singles Chart              | 5              |
| Finnish Singles Chart            | 11             |
| Irish Singles Chart              | 2              |
| New Zealand Singles Chart        | 6              |
| South African Top 20             | 2              |
| UK Singles Chart                 | 4              |
| US Hot 100 Singles Chart         | 23             |

## Certificaciones
| País | Certificación | Fecha                | Ventas certificadas |
| ---- | ------------- | -------------------- | ------------------- |
| UK   | Plata         | 1 de octubre de 1986 | 200 000             |

## Versiones
- La banda de pop y R&B South Border grabó una versión de la canción y la incluyó en su álbum Bump! de 1988.
- La banda británica de indie folk Noah and the Whale versionaron la canción como un lado B en 2008.
- Hot Club de París también grabó una versión para un lado B en 2007.
- Jens Lekman, un artista pop sueco, también hizo un cover acústico de esta canción, menos el coro en sus espectáculos.
- La banda Moe hizo una versión eléctrica de esta canción en sus conciertos con Al Schnier en la voz.
- Inspection 12, una banda de pop-punk de Florida, grabó una versión acústica en su álbum Get Rad.
- El dance-duo compuesto por el DJ alemán Akki y Danny Hogares (como Think Pink) grabó la canción en 2010, como You Can Call Me Al 2010.
- Miami Horror interpretó la canción en su show en Melbourne (24 de noviembre de 2010) de la "Holidays Tour".
- Dead Cat Bounce versionó la canción en varias presentaciones en vivo.
- La banda americana de indietronica The Limousines lanzó un cover de la canción para su descarga gratuita en su página web en 2012.
- Alicia Witt versionó esta canción en su EP Alicia Witt.

## Apariciones en otros medios
- La canción fue utilizada en el tráiler de la película Parenthood de 1989.
- En el episodio 22 de la quinta temporada de la versión americana de The Office, titulado "Heavy Competition", Andy Bernard le presenta a Jim y Pam una grabación a capella de un grupo de su universidad cantando You Can Call Me Al.
- En el video de su canción Manijaci, el cantante serbio Zdravko Čolić rinde homenaje a la versión de Chevy Chase del video junto a su compañero músico Goran Bregovic.
- En el episodio 5 de Max and Paddy's Road to Nowhere, Max se ve huyendo de una carnicería llamada "Usted puede llamarme Halal" (You Can Call Me Halal), cuando trata de venderles un cerdo.
- Una presentación en vivo de You Can Call Me Al de Paul Simon está incluida en el lanzamiento del DVD del 25 aniversario The 25th Anniversary Rock & Roll Hall of Fame Concerts / Time Life presents, Ravin' Films, Tenth Planet dirigido por Joel Gallen. Este video contiene interpretaciones en vivo hasta ese momento inéditas de dos conciertos en Nueva York en el Madison Square Garden que se transmitieron originalmente en HBO.
- En la escena final de la película Aladdin de Disney de 1992, Aladdin le dice a Jasmine, "Call me 'Al'." (llámame Al).
- La canción se utiliza en el episodio "Grumpy Old Man" de la décima temporada de Family Guy. Peter y Lois se dedican a lo que Peter se refiere como "saxo de teléfono" (un juego del término sexo por teléfono), en la que ambos se tocan el saxofón entre sí a través del teléfono y Lois toca el famoso ostinato de trompeta de la canción en su saxofón.
- La canción se utiliza en el episodio "Fluffer" de la segunda temporada de New Girl.
- La serie This Is Us utilizó el tema en el episodio 8 de la primera temporada.